# Єсільський сільський округ (Астраханський район)
Єсі́льський сільський округ (каз. Есіл ауылдық округі, рос. Есильский сельский округ) — адміністративна одиниця у складі Астраханського району Акмолинської області Казахстану. Адміністративний центр — село Зелене.
Населення — 1134 особи (2021; 1906 у 2009, 2601 у 1999, 3611 у 1989).
Станом на 1989 рік існували Бесбідаїцька сільська рада (село Нове), Єсільська сільська рада (села Зелене, Шилікти) та Степна сільська рада (село Степне), з 1993 року — Бесбідаїцький сільський округ (села Бесбідаїк, Степне) та Єсільський сільський округ (села Зелене, Шилікті). 2018 року було ліквідовано село Бесбідаїк. 2019 року до складу Єсільського сільського округу увійшла територія ліквідованого Бесбідаїцького сільського округу площею 702,40 км².

## Склад
До складу округу входять такі населені пункти:
| Населений пункт   | Колишні назви | Населення, осіб (1989) | Населення, осіб (1999) | Населення, осіб (2009) | Населення, осіб (2021) |
| ----------------- | ------------- | ---------------------- | ---------------------- | ---------------------- | ---------------------- |
| Зелене, село      | -             | 1471                   | 1225                   | 1065                   | 804                    |
| Степне, село      | -             | 998                    | 554                    | 322                    | 194                    |
| --Бесбідаїк, село | Нове          | 868                    | 541                    | 303                    | 5                      |
| Шилікті, село     | Шилікти       | 274                    | 281                    | 216                    | 131                    |